# Roca Campanari
La Roca Campanari és una muntanya de 1.116 metres que es troba al municipi d'Alfara de Carles, a la comarca catalana del Baix Ebre.